# Anchors Aweigh!
 (septembre 2023).
Pour les articles homonymes, voir Anchors Aweigh.
Anchors Aweigh! (« Levez les ancres ! ») est l'hymne officieux de la Marine des États-Unis.

## Description
La musique a été écrite en 1906 par Charles Zimmermann (en) pour l'Académie de la Marine des États-Unis. Les paroles, qui étaient trop associées à cette académie et non à la Marine en général, ont été refaites en 1997.
Bien que cette marche soit très souvent jouée et très populaire, elle demeure officieuse et ne fait pas partie du protocole officiel de la Marine américaine.